# Tập đoàn quân 29 (Liên bang Nga)
Tập đoàn quân binh chủng hợp thành Cận vệ 29 (tiếng Nga: 29-я гвардейская общевойсковая армия, ký hiệu bằng tiếng Nga: 29-OA, ký hiệu bằng tiếng Anh: 29 CAA) là một đơn vị quân sự cấp chiến lược của Lục quân Liên bang Nga, được thành lập năm 2010 nhưng kế thừa lịch sử, vinh quang quân sự và danh hiệu của Tập đoàn quân 29 của Quân đội Liên Xô từng tồn tại trong các năm 1941–1943 và 1968–1988. Tập đoàn quân 29 thuộc biên chế của Quân khu Đông.

## Lịch sử
Tập đoàn quân 29 được thành lập vào khoảng năm 2010 hoặc 2011, được khẳng định bởi văn bản của Điện Kremlin ngày 9 tháng 1 nămy 2011 nêu tên vị tư lệnh mới của tập đoàn quân này là Thiếu tướng Romanchuk.
Lữ đoàn pháo binh Cận vệ 200 của Tập đoàn quân 29 từng được phái tới Syria chiến đấu. Các đơn vị thành phần của Tập đoàn quân 29 đã được phái đến chiến đấu ở Ukraina. Theo các quan chức Ukraina, Tư lệnh Tập đoàn quân 29 là Thiếu tướng Kolesnikov đã tử trận ngày 11 tháng 3 năm 2022, nhưng sau đó Kolesnikov được thấy vẫn sống và đã rời Tập đoàn quân 29 vào mùa hè năm 2023. Tham mưu trưởng Tập đoàn quân 29, Tướng Roman Kutuzov cũng được cho là đã tử trận hôm 5 tháng 6 năm 2022 tronge Trận Sievierodonetsk–Lysychansk.

## Cơ cấu
Tuy là tập đoàn quân, nhưng quy mô của Tập đoàn quân 29 rất gọn, gồm:
- Lữ đoàn bộ binh ô tô Cận vệ độc lập 36 (số hiệu 06705) (Huân chương Cờ Đỏ)
- Lữ đoàn pháo binh 200 (số hiệu 48271)
- Lữ đoàn tên lửa 3 (33558)
- Lữ đoàn tên lửa phòng không độc lập 140 (32390) (Huân chương Kutuzov)
- Lữ đoàn chỉ huy 101
- Lữ đoàn hậu cần độc lập 104
- Trung đoàn phòng hóa-sinh-hạt nhân 19 (56313)
- Căn cứ dự trữ và sửa chữa vũ khí 225
- Tiểu đoàn tác chiến điện tử độc lập
- Tiểu đoàn thông tin độc lập
- Đại đội đặc nhiệm độc lập 43
- Đơn vị địa hình 108
- Sở chỉ huy phòng không 242
- Trung tâm chỉ huy và tình báo

## Tư lệnh
- Trung tướng Aleksandr Vladimirovich Romanchuk (8/ 2010 – 2014)
- Trung tướng Aleksei Yuryevich Avdeyev (7/2014 – 4/2017)
- Thiếu tướng Evgeniy Valentinovich Poplavskiy (4/2017 – 11/2018)
- Trung tướng Roman Borisovich Berdnikov (11/2018 – 11/2021)
- Thiếu tướng Andrei Borisovich Kolesnikov (12/2021 – không rõ)
- Thiếu tướng Ignatenko Aleksandr Nikolaevich (trước 13/9/2022–1/2023)[5][6]
- Thiếu tướng Oleg Lvovich Moiseev (từ 2023)